# Medicina u 1899.
◄◄ | ◄ | 1896. | 1897. | 1898. | 1899.  | 1900. | 1901. | 1902. | ► | ►►
Arhitektura • Astronomija • Biologija • Film • Fotografija • Glazba • Kazalište • Kemija • Kiparstvo • Knjige • Književnost • Kršćanstvo • Meteorologija • Medicina • Planinarstvo • Politika • Pravo • Promet • Slikarstvo • Strip • Šport • Znanost • Zrakoplovstvo • Željeznički promet
Medicina u 1899.

## Hrvatska i u Hrvata

### Rođenja
- 1. ožujka − Lovro Dojmi di Delupis, hrvatski liječnik, medicinski pisac i književnik († 1965.)

## Vanjske poveznice
|  | Zajednički poslužitelj ima još gradiva o temi Medicina u 1899. |